# 伯特森
伯特森是德国下萨克森州的一个市镇。总面积19.85平方公里，总人口1080人，其中男性551人，女性529人（2011年12月31日），人口密度54人/平方公里。